# For the moment
《For the moment》是日本樂隊Every Little Thing公開的第四首作品。

## 關於
- 明治製菓「ICE-BOX」的廣告歌曲。也是TBS電視劇集『COUNT DOWN TV』的片尾曲。
- 於2007年3月6-7日在日本武道館的10周年紀念演唱中，公開了原版的For the moment。
- 是樂隊第一首登上公信榜第一位的歌曲。
- 音樂錄像是在澳洲西部的柏斯拍攝的。

## 收錄曲
- 作詞・作曲・編曲：五十嵐充

1. For the moment
第二張専輯「Time to Destination」、精選集「Every Best Single +3」均有收錄這首歌。精選集「Every Best Single 2」則收錄了重新錄制的版本。
2. For the moment（Remix 7.00）
3. For the moment (Instrumental)